# Tachychlora intrapunctata
Tachychlora intrapunctata là một loài bướm đêm trong họ Geometridae.